# 語素構詞學
語素構詞學（英語：Morpheme-based morphology）是一種具有如下三個基本公理的構詞學觀點：
1. 波端（Baudoin）的單語素假說（single morpheme hypothesis）：詞根和詞綴在此理論中有著相同的地位，都被稱為語素。
2. 布魯費爾德（Bloomfield）的符號語素假說（sign base morpheme hypothesis）：做為語素，其有著二元的符號，即其同時有著（語音的）形式和意義。
3. 布魯費爾德（Bloomfield）的詞彙語素假說（lexical morpheme hypothesis）：如詞根和詞綴等語素都存在於詞彙中。

語素構詞學有兩種主要的學理，一個是布魯費爾德的，而另一個是霍克特的。

## 布魯費爾德
對布魯費爾德來說，「語素」是意義的最小單位，但它本身並不是意義。
| 層級         | 詞彙形式 | 文法形式 |
| ------------ | -------- | -------- |
| 最小符號單位 | 語音形式 | 結構形式 |
| 無意義的形式 | 音位     | 語法元素 |
| 有意義的形式 | 語素     | 語法單位 |
| 意義         | 義素     | 文法素   |

## 霍克特
對霍克特（Hockett）來說，語素是「意義元素」，而非「形式元素」。對他而言，有著一種加了語素變體 -s, -en, -ren 等而形成的「語素複數」。

## 後來的學說
在更多的語素構詞學裡，這兩種觀點被很不系統化地混合在一起，使得有一位作者把「語素複數」和「語素」 -s 這兩者放在同一個段落內，雖然它們是不一樣的東西。